# Lajos Korányi
Pour les articles homonymes, voir Korányi.
Lajos Korányi Kronenberger (né le 15 mai 1907 à Szeged en Autriche-Hongrie et mort le 29 janvier 1981 à Budapest en Hongrie) était un footballeur international hongrois, qui jouait en défense.

## Biographie

### Club
Il commence sa carrière dans le club hongrois du Újszegedi TC. Il rejoint ensuite le club de Csabai Előre.
Le tournant de sa carrière arrive en 1930 lorsqu'il rejoint le Ferencváros TC, chez qui il reste 8 ans. Il signe ensuite au Phöbus FC, puis va au Nemzeti SC où il reste jusqu'en 1941.

### International
Entre 1929 et 1941, il joue en tout 40 matchs en équipe nationale de Hongrie, et est connu pour être l'un des acteurs de l'arrivée en finale du pays lors de la coupe du monde 1938 en France.